# Irving Cummings
Irving Cummings, all'anagrafe Irving Caminsky, (New York City, 9 ottobre 1888 – Los Angeles, 18 aprile 1959), è stato un regista, attore, sceneggiatore e produttore cinematografico statunitense.

## Biografia
Nasce come Irving Caminsky e comincia la sua carriera d'attore a Broadway, lavorando nella compagnia di Lillian Russell. Approdato agli schermi cinematografici attorno all'inizio degli anni '10, ottiene ben presto la popolarità come attore di primo piano in un'industria cinematografica allora agli albori. Negli anni '20 inizia a dirigere film soprattutto d'azione ed occasionalmente qualche commedia, ma il vero slancio come regista lo trova dieci anni dopo quando andrà a lavorare per la 20th Century Fox. Qui si specializza nei grandi film in Technicolor per cui la casa andava famosa, dirigendo le più divertenti commedie di Betty Grable e Shirley Temple

## Filmografia

### Regista (parziale)
- On the Trail (1921)
- Tricked (1921)
- Patsy's Jim (1921)
- Trapped (1922)
- Jules of the River (1922)
- Valley of the Missing (1922)
- Campbell of the Mounted (1922)
- The Avenger (1922)
- The Man from Hell's River (1922)
- Flesh and Blood (1922)
- Paid Back (1922)
- Broad Daylight (1922)
- The Jilt (1922)
- Environment (1922)
- The Drug Traffic (1923)
- East Side - West Side (1923)
- Broken Hearts of Broadway (1923)
- Stolen Secrets (1924)
- Fools' Highway (1924)
- Dancing Cheat (1924)
- Riders Up (1924)
- In Every Woman's Life (1924)
- The Rose of Paris (1924)
- As Man Desires (1925)
- One Year to Live (1925)
- Just a Woman (1925)
- The Desert Flower (1925)
- Infatuation (1925)
- The Johnstown Flood (1926)
- Rustling for Cupid (1926)
- The Midnight Kiss (1926)
- The Country Beyond (1926)
- Bertha, the Sewing Machine Girl (1926)
- The Brute (1927)
- Il re della notte (Dressed to Kill) (1928)
- The Port of Missing Girls (1928)
- Romance of the Underworld (1928)
- Notte di tradimento (In Old Arizona), co-regia Raoul Walsh (1928)
- Not Quite Decent (1929)
- Behind That Curtain (1929)
- Carnevale romantico (Cameo Kirby) (1930)
- On the Level (1930)
- Il gallo della checca (A Devil with Women) (1930)
- A Holy Terror (1931)
- Carmencita (The Cisco Kid) (1931)
- L'accusa (Attorney for the Defense) (1932)
- The Night Club Lady (1932)
- Man Against Woman (1932)
- Man Hunt (1933)
- La donna che ho rubato (The Woman I Stole) (1933)
- The Mad Game (1933)
- I Believed in You (1934)
- Grand Canary (1934)
- The White Parade (1934)
- Sotto pressione (Under Pressure), regia di Raoul Walsh - revisione film, non accreditato (1935)
- It's a Small World (1935)
- Riccioli d'oro (Curly Tops) (1935)
- Nobody's Fool, co-regia di Arthur Greville Collins (1936)
- Una povera bimba milionaria (Poor Little Rich Girl) (1936)
- Collegio femminile (Girls' Dormitory) (1936)
- White Hunter (1936)
- Modella di lusso (Vogues of 1938) (1937)
- Merry Go Round of 1938 (1937)
- L'idolo di Broadway (Little Miss Broadway) (1938)
- Dietro l'angolo (Just Around the Corner) (1938)
- Jess il bandito (Jesse James), co-regia di Henry King (1939)
- La sposa di Boston (The Story of Alexander Graham Bell) (1939)
- Hollywood Cavalcade (1939)
- Everything Happens at Night (1939)
- Notti argentine (Down Argentine Way) (1940)
- Il romanzo di Lillian Russell (Lillian Russell) (1940)
- La ribelle del Sud (Belle Starr) (1941)
- Il re della Luisiana (Louisiana Purchase) (1941)
- Follie di New York (My Gal Sal) (1942)
- In montagna sarò tua (Springtime in the Rockies) (1942)
- Che donna! (What a woman!) (1943)
- Donne e diamanti (The Dolly Sisters) (1945)
- Questi dannati quattrini (Double Dynamite) (1951)

### Attore
- The Yankee Girl – cortometraggio (1910)
- The Maid of Niagara, regia di Theodore Wharton – cortometraggio (1910)
- For Home and Honor (1912)
- The Life of Buffalo Bill, regia di Paul Panzer (1912)
- Mrs. Alden's Awakening (1912)
- Camille, regia di Jay Hunt (1912)
- Sisters (1912)
- The Gypsy Bride, regia di Lawrence B. McGill (1912)
- The Poisoners (1912)
- Thelma (1912)
- Caleb West, regia di Oscar Apfel – cortometraggio (1912)
- Guy Mannering (1912)
- The Peddler's Find (1912)
- Men Who Dare (1912)
- The Faith Healer – cortometraggio (1912)
- Don Caesar de Bazan (o Don César de Bazan), regia di Theo Frenkel – cortometraggio (1912)
- The Brother of the Bat
- The Old Mam'selle's Secret – cortometraggio (1912)
- The Fires of Conscience, regia di Oscar Apfel – cortometraggio (1912)
- Duty and the Man, regia di Oscar Apfel – cortometraggio (1913)
- The Open Road, regia di Oscar Apfel – cortometraggio (1913)
- The Strike Leader, regia di Oscar Apfel (1913)
- The Bells, regia di Oscar Apfel – cortometraggio (1913)
- The Birthday Cake (1913)
- The Man from Outside, regia di Oscar Apfel (1913)
- The Vengeance of Heaven (1913)
- The Judge's Vindication, regia di Oscar Apfel (1913)
- The Woman Who Knew (1913)
- The Grey Sentinel, regia di Burton L. King (1913)
- For Love of Columbine, regia di Oscar Apfel (1913)
- Held for Ransom, regia di Oscar Apfel (1913)
- The Bawlerout, regia di Oscar Apfel (1913)
- The Good Within, regia di Frederick Sullivan (1913)
- A Cruel Suspicion (1913)
- The Big Boss, regia di Frederick Sullivan (1913)
- London Assurance, regia di Lawrence B. McGill (1913)
- The Master Cracksman, regia di Oscar Apfel (1913)
- Italian Love (1913)
- The Madcap of the Hills (1913)
- The Tangled Web, regia di Oscar Apfel (1913)
- Ashes, regia di Oscar Eagle, Edgar Lewis (1913)
- Her Rosary, regia di Oscar Apfel (1913)
- A Hospital Romance (1913)
- The Higher Justice, regia di Oscar Apfel (1913)
- The Fight for Right, regia di Oscar Apfel – cortometraggio (1913)
- Success, regia di Oscar Apfel (1913)
- The Glow Worm (1913)
- The Stolen Woman (1913)
- The Missing Ring (1913)
- The Finger of Fate (1913)
- The Resurrection (1914)
- A Sword of Damocles (1914)
- In the Mesh of Her Hair, regia di Oscar Apfel (1914)
- Jane Eyre, regia di Frank Crane (Frank Hall Crane) (1914)
- Broken Lives (1914)
- A Leech of Industry, regia di Oscar Apfel (1914)
- The Dawn of Romance, regia di George Loane Tucker (1914)
- Pamela Congreve, regia di W. Eugene Moore Jr. (Eugene Moore) (1914)
- From the Shadows (1914)
- The Man Without Fear
- The Million Dollar Mystery, regia di Howell Hansel - serial (1914)
- For Her Child
- Jane Eyre, regia di Martin J. Faust (Martin Faust) (1914)
- The Leaven of Good
- The Messenger of Death
- Uncle Tom's Cabin, regia di William Robert Daly (1914)
- The Last Volunteer
- Conscience (1914)
- In the Nick of Time (1914)
- The Varsity Race
- The Diamond of Disaster
- Over the Ledge
- The Three of Us, regia di John W. Noble (1914)
- The Happier Man, regia di Frank Cooley – cortometraggio (1915)
- The Haunting Memory, regia di Frank Cooley – cortometraggio (1915)
- The Doctor's Strategy, regia di Frank Cooley – cortometraggio (1915)
- In the Mansion of Loneliness, regia di Frank Cooley – cortometraggio (1915)
- When the Fire Bell Rang, regia di Frank Cooley – cortometraggio (1915)
- The First Stone, regia di Frank Cooley – cortometraggio (1915)
- The Once Over, regia di Fred Cooley – cortometraggio (1915)
- The Diamond from the Sky, regia di Jacques Jaccard e William Desmond Taylor (1915)
- Dreams Realized, regia di Frank Cooley – cortometraggio (1915)
- The Lure of the Mask, regia di Thomas Ricketts (1915)
- A Polar Romance
- The Saleslady, regia di Frederick A. Thomson (1916)
- The Feud Girl, regia di Frederick A. Thomson (1916)
- The World's Great Snare, regia di Joseph Kaufman (1916)
- The Gilded Cage, regia di Harley Knoles (1916)
- The Hidden Scar, regia di Barry O'Neil (1916)
- Sister Against Sister, regia di James R. Vincent (1917)
- The Whip, regia di Maurice Tourneur (1917)
- A Royal Romance, regia di James Vincent (1917)
- Wrath of Love
- Rasputin, the Black Monk, regia di Arthur Ashley (1917)
- A Man's Law
- L'ambiziosa (An American Widow), regia di Frank Reicher (1917)
- The Debt of Honor, regia di O.A.C. Lund (1918)
- The Struggle Everlasting, regia di James Kirkwood (1918)
- Toys of Fate o Tales of Fate, regia di George D. Baker (1918)
- The Interloper, regia di Oscar Apfel (1918)
- The Heart of a Girl, regia di John G. Adolfi (1918)
- Merely Players, regia di Oscar Apfel (1918)
- The Woman Who Gave, regia di Kenean Buel (1918)
- Ravished Armenia
- The Bluffer, regia di Travers Vale (1919)
- Perché cambiate marito? (Don't Change Your Husband), regia di Cecil B. DeMille (1919)
- Mandarin's Gold, regia di Oscar Apfel (1919)
- The Unveiling Hand , regia di Frank Hall Crane (1919)
- Her Code of Honor, regia di John M. Stahl (1919)
- The Scar, regia di Frank Hall Crane (1919)
- Some Bride
- Secret Service, regia di Hugh Ford (1919)
- Men, Women, and Money, regia di George Melford (1918)
- The Greater Sinner
- The Better Wife, regia di William P.S. Earle (1919)
- What Every Woman Learns
- Everywoman, regia di George Melford (1919)
- The Thirteenth Commandment, regia di Robert G. Vignola  (1920)
- The Tree of Knowledge, regia di William C. de Mille (1920)
- Sex, regia di Fred Niblo (1920)
- The Ladder of Lies
- Lo sciocco (The Saphead), regia di Herbert Blaché e Winchell Smith (1920)
- Harriet and the Piper
- The Round-Up, regia di George Melford (1920)
- Old Dad, regia di Lloyd Ingraham (1920)
- Beautifully Trimmed
- On the Trail
- Tricked
- Patsy's Jim
- The Blasphemer
- Cameron of the Royal Mounted
- Trapped, regia di Irvin Cummings – cortometraggio (1922)
- Jules of the River
- Valley of the Missing
- Campbell of the Mounted
- The Man from Hell's River, regia di Irving Cummings (1922)
- The Avenger, regia di Irving Cummings – cortometraggio (1922)
- La duchessa di Langeais (The Eternal Flame), regia di Frank Lloyd (1922)
- Roberto di Hentzau (Rupert of Hentzau), regia di Victor Heerman (1923)
- As Man Desires, regia di Irving Cummings (1925)
- Collegio femminile (Girls' Dormitory), regia di Irving Cummings (1936)
- Il diavolo si converte (The Devil and Miss Jones), regia di Sam Wood (1941)

### Sceneggiatore
- Conscience (1914)
- The Haunting Memory, regia di Frank Cooley – cortometraggio, soggetto (1915)
- His Brother's Debt, regia di Henry Otto - soggetto (1915)